# Ореховський потік
Ореховський потік (словац. Orechovský potok) — річка; притока каналу Вельке Ревіштья-Бежовце, протікає в окрузі Собранці.
Довжина приблизно 17,0—22,5 км. Витік знаходиться в масиві Вигорлат; схил гори Чертаж — на висоті приблизно 795 метрів. Впадає Торошков потік.
Протікає територією сіл Коромля; Колібабовце; Орехова і Сейков.. Впадає в канал Вельке Ревіштья-Бежовце на висоті приблизно 104 метри.